# Ingo Hoffmann
Ingo Hoffmann (* 28. Februar 1953 in São Paulo) ist ein ehemaliger brasilianischer Automobilrennfahrer.

## Karriere
Für die Saisons 1976 und 1977 verpflichtete sich Hoffmann als zweiter Fahrer für den brasilianischen Rennstall Fittipaldi. Jedoch befand sich das Team zu jener Zeit in finanziellen Schwierigkeiten, sodass man meist nur mit dem ersten Rennwagen an den Start ging, dessen Fahrer der zweimalige Weltmeister und Teambesitzer Emerson Fittipaldi war. So konnte Hoffmann an lediglich sechs Grands Prix teilnehmen, wobei er sich jedoch nur für drei Rennen qualifizierte. Hoffmann erzielte keine Meisterschaftspunkte, sein bestes Resultat war der siebte Platz beim Großen Preis von Brasilien 1977.
Nach seiner kurzen Formel-1-Karriere fuhr Hoffmann in der Formel 2 und anderen kleineren Rennserien in Europa und Südamerika. Er war ebenfalls in der Stock Car Brasil aktiv, in der er insgesamt zwölfmal die Meisterschaft für sich entschied.

## Statistik

### Statistik in der Automobil-Weltmeisterschaft
Diese Statistik umfasst alle Teilnahmen des Fahrers an der Automobil-Weltmeisterschaft, die heutzutage als Formel-1-Weltmeisterschaft bezeichnet wird.

#### Einzelergebnisse
| Jahr | Team                  | Wagen           | Motor       | 1       | 2     | 3       | 4       | 5   | 6   | 7   | 8       | 9   | 10  | 11  | 12  | 13  | 14  | 15  | 16  | 17  | WM  | Punkte |
| ---- | --------------------- | --------------- | ----------- | ------- | ----- | ------- | ------- | --- | --- | --- | ------- | --- | --- | --- | --- | --- | --- | --- | --- | --- | --- | ------ |
| 1976 | Copersucar-Fittipaldi | Fittipaldi FD03 | Cosworth V8 | BRA 11  | SMR   |         |         |     |     |     |         |     |     |     |     |     |     |     |     |     | 33. | 0      |
| 1976 | Copersucar-Fittipaldi | Fittipaldi FD04 | Cosworth V8 |         |       | USW DNQ | ESP DNQ | BEL | MON | SWE | FRA DNQ | GBR | GER | AUT | NED | ITA | CAN | USA | JPN |     | 33. | 0      |
| 1977 | Copersucar-Fittipaldi | Fittipaldi FD04 | Cosworth V8 | ARG DNF | BRA 7 | SMR     | USW     | ESP | MON | BEL | SWE     | FRA | GBR | GER | AUT | NED | ITA | USA | CAN | JPN | 25. | 0      |

| Legende  | Legende            | Legende                                                          |
| Farbe    | Abkürzung          | Bedeutung                                                        |
| -------- | ------------------ | ---------------------------------------------------------------- |
| Gold     | –                  | Sieg                                                             |
| Silber   | –                  | 2. Platz                                                         |
| Bronze   | –                  | 3. Platz                                                         |
| Grün     | –                  | Platzierung in den Punkten                                       |
| Blau     | –                  | Klassifiziert außerhalb der Punkteränge                          |
| Violett  | DNF                | Rennen nicht beendet (did not finish)                            |
| Violett  | NC                 | nicht klassifiziert (not classified)                             |
| Rot      | DNQ                | nicht qualifiziert (did not qualify)                             |
| Rot      | DNPQ               | in Vorqualifikation gescheitert (did not pre-qualify)            |
| Schwarz  | DSQ                | disqualifiziert (disqualified)                                   |
| Weiß     | DNS                | nicht am Start (did not start)                                   |
| Weiß     | WD                 | zurückgezogen (withdrawn)                                        |
| Hellblau | PO                 | nur am Training teilgenommen (practiced only)                    |
| Hellblau | TD                 | Freitags-Testfahrer (test driver)                                |
| ohne     | DNP                | nicht am Training teilgenommen (did not practice)                |
| ohne     | INJ                | verletzt oder krank (injured)                                    |
| ohne     | EX                 | ausgeschlossen (excluded)                                        |
| ohne     | DNA                | nicht erschienen (did not arrive)                                |
| ohne     | C                  | Rennen abgesagt (cancelled)                                      |
| ohne     | keine WM-Teilnahme |                                                                  |
| sonstige | P/fett             | Pole-Position                                                    |
| sonstige | 1/2/3/4/5/6/7/8    | Punktplatzierung im Sprint-/Qualifikationsrennen                 |
| sonstige | SR/kursiv          | Schnellste Rennrunde                                             |
| sonstige | *                  | nicht im Ziel, aufgrund der zurückgelegten Distanz aber gewertet |
| sonstige | ()                 | Streichresultate                                                 |
| sonstige | unterstrichen      | Führender in der Gesamtwertung                                   |